# Kühnhaide (Zwönitz)
Kühnhaide ist ein Ortsteil der sächsischen Stadt Zwönitz im Erzgebirgskreis.

## Geographie

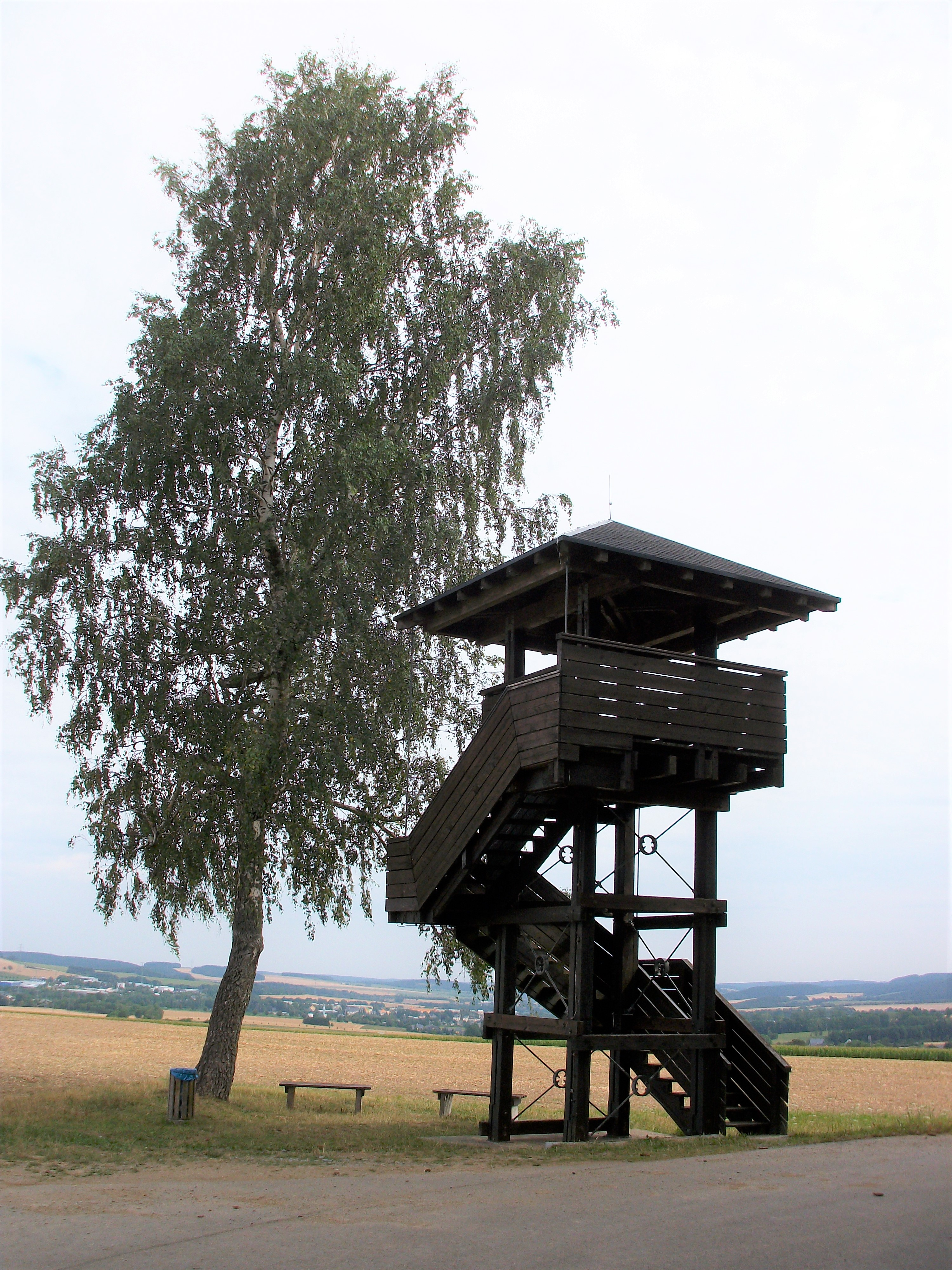
Aussichtsturm Zwönitzblick (Kühnhaide)

### Geographische Lage und Verkehr
Das doppelreihige Waldhufendorf Kühnhaide liegt südlich von Zwönitz im Tal des Kühnhaider Bachs, der in zwei Ästen im Grünewald und in der Moosheide entspringt. Von der knapp 800 Hektar umfassenden Flur ist etwa ein Drittel von Wald bedeckt, der im südlichen Teil nahe an die Ortslage heranreicht. Dort befindet sich am Waldrand der Aussichtspunkt „Zwönitzblick“. Westlich von Kühnhaide befindet sich die Trasse der stillgelegten Bahnstrecke Zwönitz–Scheibenberg, die in der südwestlichen Ortsflur von Kühnhaide über die Fuchsbrunnbrücke geführt wurde.

### Nachbarorte
| Lenkersdorf | Zwönitz                                     |             |
| Dittersdorf | Kompassrose, die auf Nachbargemeinden zeigt | Burgstädtel |
| Bernsbach   | Grünhain                                    |             |

## Geschichte

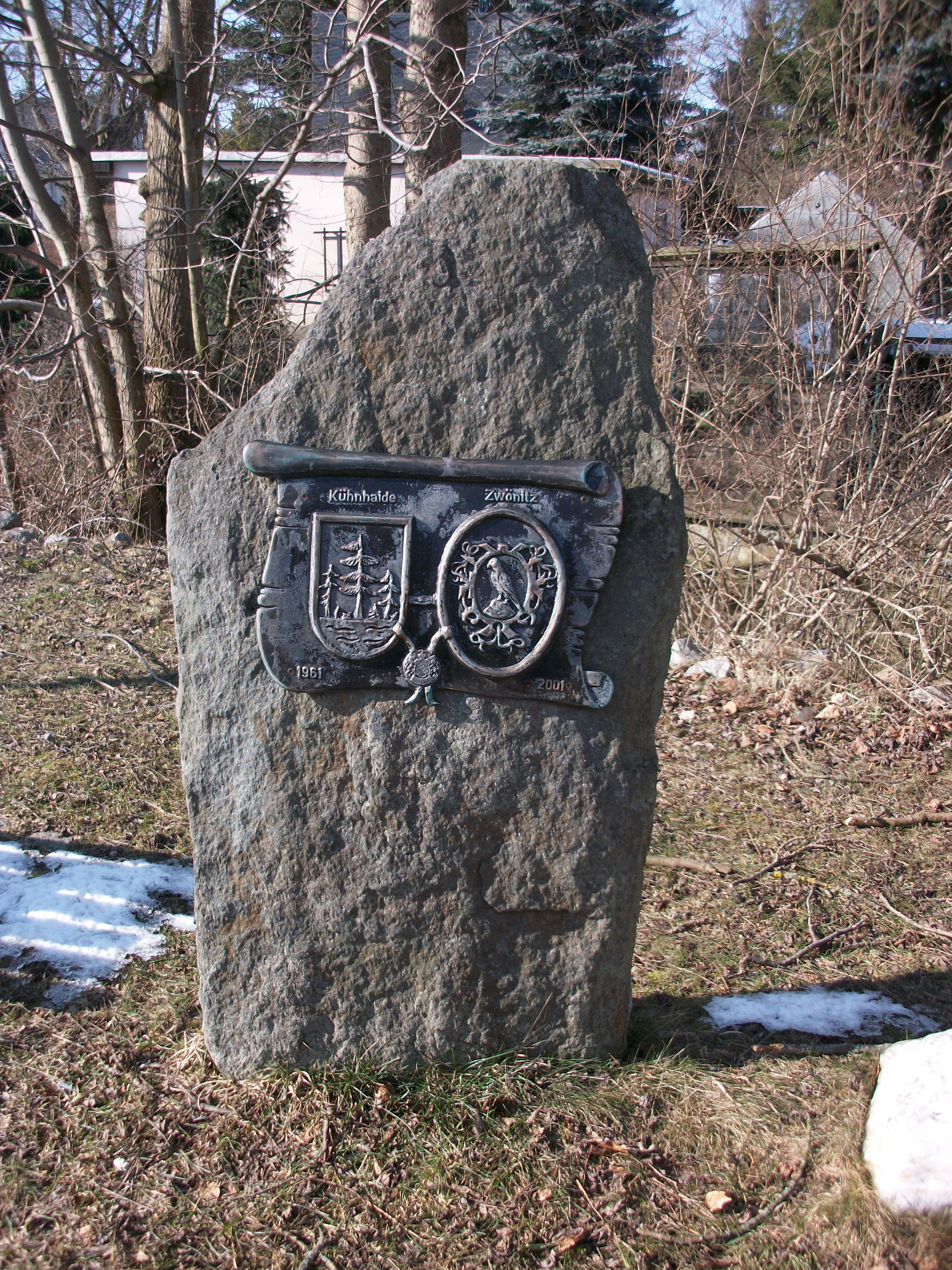
Grenzstein Zwönitz–Kühnhaide

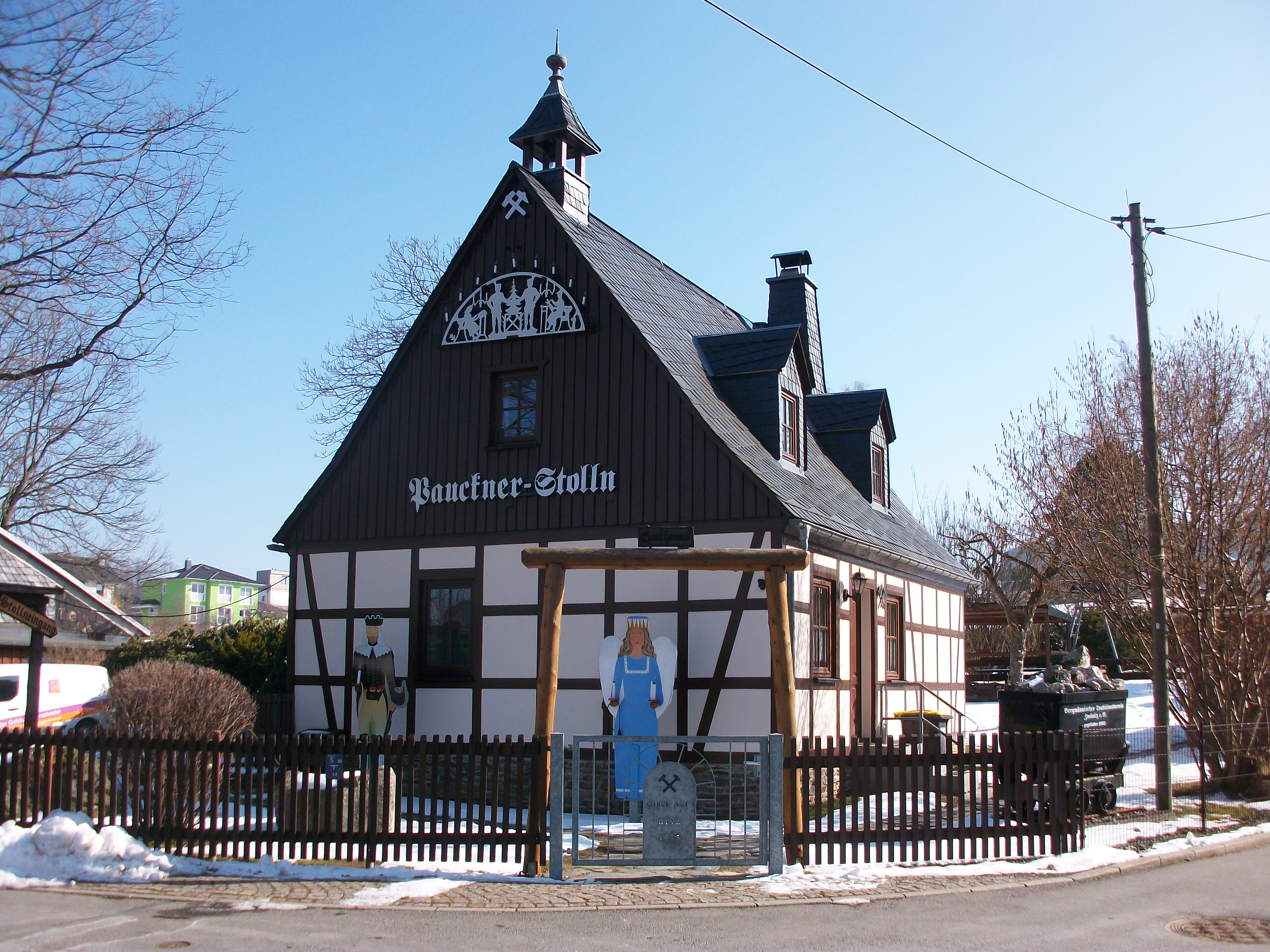
Kühnhaide (Zwönitz) Pauckner-Stolln

Die Flur des im Spätmittelalter angelegten Dorfes wurde wahrscheinlich schon zwischen 1240 und 1250 gemeinsam mit Zwönitz, Günsdorf und Gablenz von dem Burggrafen von Starkenberg als Besitzer der Herrschaft Stollberg an das Kloster Grünhain abgetreten.
Die Ersterwähnung des Dorfes stammt jedoch erst aus dem Jahre 1497 als Kynheide. Der Name wird als ein Ort an einer mit Kiefern bewachsenen Heide gedeutet. Es gehörte anfangs zum Kloster Grünhain und wurde nach dessen Säkularisation im 16. Jahrhundert Amtsdorf von Grünhain. Neben der Landwirtschaft gab es in Kühnhaide, wohl bedingt durch die Nachbarschaft zur Kleinstadt Zwönitz, auch einige andere Erwerbe. Anfang des 17. Jahrhunderts bestanden eine Ölmühle am oberen Ende des Dorfes, eine gemeindeeigene Untermühle sowie Matz Günthers Mühle mit zugehöriger Brettmühle. Diese sogenannte mittlere Mühle, heute meist Walthermühle genannt, ist ein 1693 errichteter Fachwerkbau, der im Obergeschoss 19 quadratische Felder mit geschweiftarmigen Andreaskreuzen enthält.  Bergbau auf Silber wurde ab 1731 in der Zeche Neujahres-Glück betrieben. Aus der ersten Hälfte des 19. Jahrhunderts ist überliefert, dass sich die Einwohner vorwiegend von Viehzucht, Flachsbau, Torfstecherei, Klöppeln und Weben ernährten. Weitere Erwerbszweige, die sich im Zuge der Industrialisierung entwickelten, waren das Nähen und Ketteln in Heimarbeit für die Strumpffabriken in Zwönitz und Niederzwönitz, in denen zahlreiche Bewohner von Kühnhaide Arbeit fanden. 1928 wurde wegen technischer Notwendigkeiten der Stromversorgungsbetriebe Westsachsens das Umspannwerk Zwönitz auf der Gemarkung Kühnhaide errichtet. Im 20. Jahrhundert erweiterte sich die Holzverarbeitung (Möbel-Walther, Kisten-Walther). Eine Freiwillige Feuerwehr wurde 1876 gegründet.
Kühnhaide war ursprünglich nach Zwönitz gepfarrt, heute gehört es anteilig zur Trinitatiskirchgemeinde Zwönitz und zur Johanniskirchgemeinde Niederzwönitz. Eine Nebenschule der Zwönitzer Hauptschule wurde um 1700 eingerichtet und ist 1735 erstmals urkundlich nachgewiesen. Ein 1846 erbautes Schulhaus wurde 1846 erbaut und 1885 erweitert. Nach einem Neubau wurde dieses ab 1929 als Gemeindeamt genutzt. Die Eingemeindung nach Zwönitz erfolgte am 1. Oktober 1961. Ein Ortschaftsrat wurde erstmals 1999 gebildet. Im Ortsteil Kühnhaide leben etwa 770 Einwohner.

## Entwicklung der Einwohnerzahl
| Jahr | Einwohnerzahl                                          |
| ---- | ------------------------------------------------------ |
| 1551 | 32 besessene Mann, 11 Gärtner, 16 Inwohner             |
| 1764 | 32 besessene Mann, 1 Gärtner, 25 Häusler, 20 3/8 Hufen |
| 1834 | 562                                                    |
| 1871 | 847                                                    |

| Jahr | Einwohnerzahl |
| ---- | ------------- |
| 1890 | 974           |
| 1910 | 1.108         |
| 1925 | 1.123         |
| 1939 | 1.180         |

| Jahr | Einwohnerzahl |
| ---- | ------------- |
| 1946 | 1.217         |
| 1950 | 1.372         |
| 1961 | 1.372         |